# Белца
Белца (словен. Belca) је насељено место у општини Крањска Гора, Горењска регија, Словенија.

## Историја
До територијалне реорганизације у Словенији била је у саставу старе општине Јесенице.

## Становништво
У попису становништва из 2011. године, Белца је имала 170 становника.
| Број становника према пописима | Број становника према пописима | Број становника према пописима |
| ------------------------------ | ------------------------------ | ------------------------------ |
| 1991                           | 2002                           | 2011                           |
| 172                            | 163                            | 170                            |

Напомена: Године 2016. извршена је мања размена територије између насеља Белца, Гозд Мартуљек и Средњи Врх.

## Галерија
- Сава Долинка на току кроз Белцу
- Поглед из Белце на Јулијске Алпе